# Sillod
Sillod es una ciudad y  municipio situada en el distrito de Aurangabad en el estado de Maharashtra (India). Su población es de 58230 habitantes (2011). 

## Demografía
Según el censo de 2011 la población de Sillod era de 58230 habitantes, de los cuales 30074 eran hombres y 28156 eran mujeres. Sillod tiene una tasa media de alfabetización del 83,32%, superior a la media estatal del 82,34%: la alfabetización masculina es del 89,74%, y la alfabetización femenina del 76,47%.